# ادامو، بخش رادومسکو
ادامو، بخش رادومسکو (به لاتین: Adamów, Radomsko County) در لهستان است که در Gmina Ładzice واقع شده‌است.